# Armeria vandasii
Armeria vandasii är en triftväxtart som beskrevs av August von Hayek. Armeria vandasii ingår i släktet triftar, och familjen triftväxter. Inga underarter finns listade i Catalogue of Life.